# Opopaea gaborone
Espèce
Opopaea gaborone est une espèce d'araignées aranéomorphes de la famille des Oonopidae.

## Distribution
Cette espèce est endémique du Botswana.

## Description
Le mâle holotype mesure 1,86 mm et la femelle 2,07 mm.

## Étymologie
Son nom d'espèce lui a été donné en référence au lieu de sa découverte, Gaborone.

## Publication originale
- Saaristo & Marusik, 2008 : A survey of African Opopaea Simon, 1891 (Arachnida, Aranei, Oonopidae). Arthropoda Selecta, vol. 17, no 1/2, p. 17-53 (texte intégral).